# Ahmed Sidibe
Ahmed Sidibe, né le 2 mai 1974 à Nouakchott, est un footballeur international mauritanien évoluant au poste d'attaquant.
Marié avec Stephanie Sidibé ayant deux enfants, François Abdallahi Sidibé et Salma-Rose Sidibé.

## Biographie
Il arrive en France au SCO d'Angers pour la saison de national 1999-2000.
L'année suivante, il rallie l'As Vitré puis Vitréenne en CFA2, promue dès sa première saison au club.
En 2002, il rejoint un autre club de CFA, la Garde Saint-Ivy Pontivy, avec qui il réalise une saison exceptionnelle inscrivant 19 buts en 29 matchs.
Ses prestations de haute volée attirent l'œil des recruteurs de l'étage au-dessus, ainsi il s'engage avec le Nîmes Olympique, club de National au statut professionnel probatoire, pour la saison 2003-2004. Peu décisif et entouré d'éléments plus efficaces comme Stéphane Mangione ou Matthias Verschave, il ne reste pas au club.
Il s'engage au Vendée Luçon Football alors promu en CFA. Pourtant, il retrouve vite les terrains du National en jouant pour la saison 2005-2006 au Gazélec Ajaccio. L'aventure tourne court puisque l'équipe vit une saison difficile et termine dernière au classement.
Il signe dans la foulée au Clermont Foot, toujours en National, mais quitte le club durant la saison pour s'engager au FU Narbonne en DH Languedoc.
En été 2007, il rallie l'US Saint-Malo qui évolue en DH bretonne.
En février 2008, il s'engage au Al-Mesaimeer Sports Club dans le Championnat du Qatar de D2. 
Quelques mois plus tard, il rejoint les Voltigeurs de Châteaubriant.
Il est actuellement joueur au FCAV (Redon) évoluant en National 3, où il deviendra entraineur-joueur depuis la saison 2012-2013. Il a décidé de partir le 23 avril 2019.

## Carrière internationale
International mauritanien, il prend notamment part aux qualifications pour le mondial 2006, où sa sélection est éliminée dès le premier tour par le Zimbabwe.